# Ittlar
Koordinaten: 51° 19′ 40″ N, 8° 45′ 20″ O
Ittlar ist eine Wüstung in der Gemarkung von Sudeck in der nordhessischen Gemeinde Diemelsee. Der Ort wurde 952 erstmals urkundlich erwähnt.

## Geographische Lage
Der Ort lag auf etwa 500 Meter über Normalhöhennull knapp 2 Kilometer südlich von Sudeck und etwa 2 Kilometer nördlich von Schweinsbühl.

## Geschichte
Im Verlauf der Geschichte wurde der Ortsname unterschiedlich geschrieben:
- Ittirlarun (952) [MGH Diplomata Könige 1, Konrad I., Heinrich I., Otto I.: Sickel, S. 239–240, Nr. 158]
- Itterlare (1342) [Urkunden Kloster Bredelar, S. 161, Nr. 269]
- Itelar (1537) [HStAM Bestand 127 Nr. 3]

Im Jahr 952 schenkte die Äbtissin Wicburga ihrem Frauenstift Geseke eine Hufe in Ittlar. Das Stift besaß hier noch 1380 einen Hof. 1342 verkaufte der Ritter Stephan von Horhusen dem Kloster Bredelar zwei Renten aus seinem Hof („curia“) und einem Gut („bonum“) in Ittlar. 1440 verkauften die Brüder von Horhusen dem Kloster eine Rente aus ihrem Hof zu Ittlar. 1537 haben die Grafen von Waldeck Einnahmen aus dem Hof in Ittlar. In Ittlar gab es eine Kapelle und im Jahr 1537 sind in Ittlar drei Höfe bekannt.